# Hépatite B en Chine
L'hépatite B est reconnue comme endémique de Chine par l'Organisation mondiale de la santé. À peu près 400 millions de personnes sont infectées par le virus de l'hépatite B (HBV) au niveau mondial. On estime que 130 millions de Chinois sont infectés par la maladie, à peu près 10 pour cent de la population de la Chine et un tiers des cas mondiaux[réf. nécessaire]. Près d'un million de nouveaux cas ont été rapportés en Chine en 2005[réf. nécessaire].

## Impact social

### Discrimination
En Chine, les porteurs de l'hépatite B, qui sont plus de 100 millions, feraient l’objet d’une discrimination à l'emploi et l'éducation. Il existerait environ une vingtaine de lois à caractère discriminatoire. Des examens sanguins sont demandés dans le cadre professionnel et éducatif. Les porteurs de l'hépatite B sont exclus d’éducation dès l’école maternelle dans certaines provinces chinoises. En 2009, l'association Yirenping, qui fait campagne depuis quelques années en Chine contre la discrimination à l’égard des porteurs de l'hépatite B Chine a lancé une pétition sur Internet, et malgré la fermeture demandée par la cyber police chinoise, a recueilli 2040 signatures adressées à Wen Jiabao.